# Hôpital Honoré-Mercier
L'hôpital Honoré-Mercier est un hôpital situé à Saint-Hyacinthe au Canada.

## Situation et accès
Il est situé 2750, boulevard Laframboise à Saint-Hyacinthe au Québec.
Il dessert les municipalités régionales de comté des Maskoutains, d'Acton et de la Vallée-du-Richelieu.
Il est accessible en voiture via l'autoroute 20, sortie Saint-Hyacinthe.

## Origine du nom
Il rend honneur à Honoré Mercier, 9e premier ministre du Québec.

## Historique
Il est créé en 1902 sous le nom d'« hôpital Saint-Charles », grâce à l'initiative de l'évêque de Saint-Hyacinthe Louis-Zéphirin Moreau et son coadjuteur Maxime Decelles et était alors situé aux coins des rues Dessaulles et Sainte-Anne à Saint-Hyacinthe. Ce site est aujourd'hui occupé par le Centre d’hébergement de l'Hôtel-Dieu-de-Saint-Hyacinthe, un établissement de soins de longue durée. 

La direction est confiée aux Sœurs de la charité de Saint-Hyacinthe. Une clinique d’otorhinolaryngologie est ouverte en 1914 puis un département d'obstétrique en 1924. 
Un deuxième bâtiment est érigé en 1930 sur le site actuel de l'hôpital.
Le 26 avril 1964, les Sœurs de la charité vendent l'établissement au gouvernement du Québec. Ce dernier le renomme alors « Hôpital général de Saint-Hyacinthe ».
 
On inaugure un nouveau pavillon le 13 novembre 1971. 

En 1984, le centre hospitalier est renommé « hôpital Honoré-Mercier »